# Мартынчук, Николай Моисеевич
Никола́й Моисе́евич Марты́нчук (26 апреля 1897, м. Домбровица, Ровенский уезд, Волынская губерния, ныне Дубровицкий район, Ровенская область — 19 июля 1963, Москва) — советский военный деятель, генерал-лейтенант (2 ноября 1944 года).

## Начальная биография
Николай Моисеевич Мартынчук родился 26 апреля 1897 года в местечке Домбровица ныне Дубровицкого района Ровенской области.

## Военная служба

### Первая мировая и гражданская войны
В мае 1916 года призван в ряды Русской императорской армии и направлен в запасной понтонный батальон, дислоцированный в Киеве, где служил рядовым и младшим унтер-офицером, а затем был переведён во 2-й Сибирский понтонный батальон, после чего принимал участие в боевых действиях на Юго-Западном фронте. В марте 1918 года демобилизован из рядов армии в чине унтер-офицера.
В ноябре 1918 года Мартынчук вступил в ряды Домбровицкого партизанского отряда, после чего рядовым и начальником отряда принимал участие в боевых действиях против гайдамаков и германских войск в районах Домбровица и Владимирец. В декабре того же года переведён в 1-й Домбровицкий коммунистический полк, где служил начальником подрывной команды, комиссаром конного отряда и комиссаром бронепоезда и принимал участие в боевых действиях против войск под командованием С. В. Петлюры.
В январе 1919 года назначен на должность командира пулемётной роты и военкома полка 21-го Волынского советского полка. С апреля того же года в составе 69-го стрелкового полка (8-я стрелковая дивизия), находясь на должностях командира роты, батальона и полка, принимал участие в боевых действиях против белополяков, в советско-польской войне, а затем — против вооружённых формирований под командованием С. Н. Булак-Балаховича, Павловского, Короткевича и других на территории Бобруйского, Мозырского и Игуменского уездов, а в марте 1921 года — в подавлении Кронштадтского восстания. В том же году окончил Высшие строевые курсы начсостава Западного фронта при Объединённой высшей военной школе 2-й ступени в Смоленске.
Во время боевых действий был трижды ранен и контужен. За боевые отличия был награждён двумя орденами Красного Знамени (приказы РВС № 585—1920 и № 83-1927).

### Межвоенное время
С мая 1923 года служил на должностях командира батальона в составе 5-го стрелкового полка (2-я Тульская стрелковая дивизия), а затем в составе 80-го и 81-го стрелковых полков (27-я стрелковая дивизия), а в апреле 1926 года назначен на должность командира батальона Смоленских повторных курсов политруков РККА имени М. В. Фрунзе.
В октябре 1927 года направлен на учёбу в Военную академию имени М. В. Фрунзе, после окончания которой в мае 1930 года Мартынчук назначен на должность командира 137-го стрелкового полка (46-я стрелковая дивизия, Украинский военный округ), в июле 1931 года — на должность помощника инспектора механизированных войск РККА, а затем — на должность помощника начальника 3-го отдела Управления моторизации и механизации РККА.
В мае 1933 года назначен на должность старшего инструктора сектора технической пропаганды Политического управления РККА, в мае 1934 года — на должность начальника курса Военно-воздушной академии РККА имени профессора Н. Е. Жуковского, в феврале 1938 года — на должность преподавателя Липецкой высшей лётной школы РККА, в феврале 1939 года — на должность преподавателя тактики Военной академии механизации и моторизации, а в декабре 1940 года — на должность старшего преподавателя военной подготовки военного факультета Института востоковедения.

### Великая Отечественная война
В июле 1941 года назначен на должность командира 294-й стрелковой дивизии в составе Орловского военного округа. В сентябре дивизия была включена в состав 54-й армии (Ленинградский фронт), после чего принимала участие в оборонительных боевых действиях южнее Ладожского озера.
С ноября 1941 года исполнял должность командира 435-го гвардейского стрелкового полка (3-я гвардейская стрелковая дивизия). В декабре того же года назначен на должность командира 198-й, а в марте 1942 года — на должность 3-й гвардейской стрелковых дивизий, которые вели оборонительные боевые действия в районе Волхова, а также в разгроме волховской и киришской группировок противника, а осенью того же года — во время боевых действий в районе пгт Синявино (Ленинградская область), где Мартынчук был тяжело ранен, после чего направлен в госпиталь.
После выздоровления в феврале 1943 года назначен на должность заместителя командующего 54-й армией (Волховский, с февраля 1944 года — Ленинградский фронт), Мартынчук принимал участие в подготовке и проведении наступательных операций армии вплоть до её выхода на рубеж Остров — Псков.
В марте 1944 года назначен на должность командира 122-го стрелкового корпуса, который вёл наступательные боевые действия на нарвском плацдарме и освобождении г. Нарва, а затем — в Тартуской и Рижской наступательных операциях и освобождении городов Выру, Отепя, Эльва и Рига. На завершающем этапе войны корпус под командованием Н. М. Мартынчука принимал участие в боевых действиях против курляндской группировки противника.

### Послевоенная карьера
После окончания войны Мартынчук продолжил командовать корпусом в составе Западно-Сибирского военного округа.
В марте 1946 года направлен на учёбу на Высшие академические курсы при Высшей военной академии имени К. Е. Ворошилова, после окончания которых в январе 1947 года был назначен на должность старшего преподавателя в этой же академии, а в декабре 1954 года — на должность военного советника начальника Военной академии и курсов усовершенствования высшего командного состава Народно-освободительной армии Китая.
Генерал-лейтенант Николай Моисеевич Мартынчук в январе 1956 года вышел в запас. Умер 19 июля 1963 года в Москве. Похоронен на Введенском кладбище (20 уч.).

## Награды
- Орден Ленина (21.02.1945);
- Четыре ордена Красного Знамени (12.12.1920, 28.03.1927[2], 3.11.1944, 20.06.1949);
- Орден Суворова 2-й степени (29.06.1945);
- Орден Кутузова 2-й степени (21.02.1944);
- Медали.

## Воинские звания
- Генерал-майор (22 января 1942 года);
- Генерал-лейтенант (2 ноября 1944 года)[3].